# Corydalis hyrcana
Corydalis hyrcana är en vallmoväxtart som beskrevs av Per Erland Berg Wendelbo. Corydalis hyrcana ingår i släktet nunneörter, och familjen vallmoväxter. Inga underarter finns listade i Catalogue of Life.